# Khand (Bansagar)
Khand é uma cidade e uma nagar panchayat no distrito de Shahdol, no estado indiano de Madhya Pradesh.

## Demografia
Segundo o censo de 2001, Khand tinha uma população de 10 940 habitantes. Os indivíduos do sexo masculino constituem 54% da população e os do sexo feminino 46%. Khand(Bansagar) tem uma taxa de literacia de 62%, superior à média nacional de 59,5%: a literacia no sexo masculino é de 72% e no sexo feminino é de 50%. Em Khand(Bansagar), 14% da população está abaixo dos 6 anos de idade.